# Tipula (Trichotipula) selanderi
Tipula (Trichotipula) selanderi is een tweevleugelige uit de familie langpootmuggen (Tipulidae). De soort komt voor in het Neotropisch gebied.